# Pierre-Alexandre Monsigny
Pierre-Alexandre Monsigny (ur. 17 października 1729 w Fauquembergues, zm. 14 stycznia 1817 w Paryżu) – francuski kompozytor operowy.

## Życiorys
Był potomkiem zubożałej rodziny arystokratycznej. Uczył się śpiewu w przykościelnej szkole w rodzinnej miejscowości, uczęszczał też do kolegium jezuickiego w Saint-Omer, gdzie uczył się gry na skrzypcach. Po śmierci ojca wyjechał w 1749 roku do Paryża i podjął pracę w administracji skarbowej. Przyjaźnił się z księciem Orleanu Ludwikiem Filipem, po zetknięciu się z operą Pergolesiego, zachęcany przez księcia, zdecydował się poświęcić muzyce. Odbył studia u kontrabasisty Pietro Gianottiego, zadebiutował jako kompozytor w 1759 roku operą Les aveux indiscrets. Podjąwszy współpracę z librecistą Michelem-Jeanem Sedaine’em tworzył cieszące się popularnością opery. Po 1777 roku zaprzestał komponowania, jednak intratne posady na dworze orleańskim zabezpieczyły mu byt aż do wybuchu rewolucji.
W 1798 roku otrzymał posadę w Opéra-Comique, a w latach 1800–1802 był inspektorem Konserwatorium Paryskiego. W 1804 roku otrzymał order Legii Honorowej. W 1813 roku powołany został, jako następca Grétry’ego, na członka Institut de France.

## Twórczość
Wraz z Grètrym i Philidorem należał do czołowych twórców francuskiej opery komicznej 2. połowy XVIII wieku. Podejmował popularne ówcześnie formy: wodewilowe komedio-farsy, wiejskie idylle i umuzycznione opowieści baśniowe. Jego dzieła wyróżniają się zmysłem dramatycznym i talentem melodycznym.

## Opery
(na podstawie materiałów źródłowych)
- opera komiczna Les aveux indiscrets (wyst. Paryż 1759)
- opera komiczna Le Maître en droti (wyst. Paryż 1760)
- opera komiczna Le Cadi dupé (wyst. Paryż 1761)
- opera komiczna On ne s’avise jamais de tout (wyst. Paryż 1761)
- komedia Le Roy et le fermier (wyst. Paryż 1762)
- divertissement Le Nouveau Monde (1763, niewystawione)
- komedia Rose et Colas (wyst. Paryż 1764)
- prolog Le Bouquet de Thalie (wyst. Bagnolet 1764)
- ballet héroïque Aline, reine de Golconde (wyst. Paryż 1766)
- komedia Philémon et Baucis (wyst. Bagnolet 1766)
- opera komiczna L’Isle sonnante (wyst. Bagnolet 1767)
- drama Le Déserteur (wyst. Paryż 1769)
- komedia La Rosière de Salency (wyst. Fontainebleau 1769)
- opera komiczna Pagamin de Monègue (ok. 1770, niewystawiona)
- opera komiczna Le Faucon (wyst. Fontainebleau 1771)
- comédie féerie Le Balle Arsène (wyst. Fontainebleau 1773)
- komedia Félix, ou L’Enfant trouvé (wyst. Fontainebleau 1777)
- Robin et Marion (b.d., niewystawione)